# 役割演技

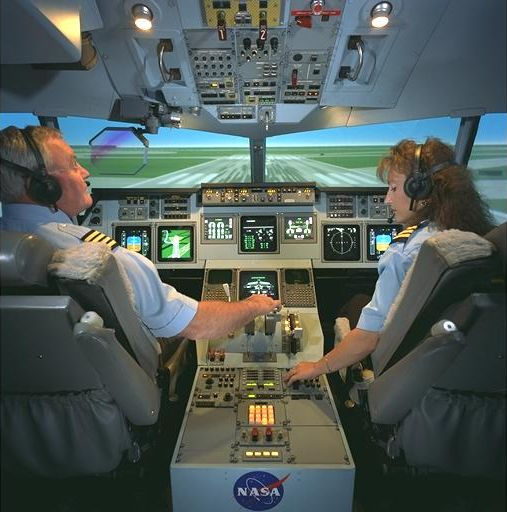
フライトシミュレーターを用いたパイロット訓練

役割演技（やくわりえんぎ）とは、現実に起こる場面を想定して、複数の人がそれぞれ役を演じ、疑似体験を通じて、ある事柄が実際に起こったときに適切に対応できるようにする学習方法の一つである。ロール・プレイング（英語: role playing、英: RP）、日本語では略称でロープレなどともいう。
会話の学習（特に外国語における）や、企業などで客への対応方法（接遇）を学ぶため、リーダーシップを身に付けるためなど、広い分野の教育で用いられている。さまざまな場面をすでに疑似体験しているので、実際に経験を積んだのに近い効果があり、現実に同様の場面に遭遇したときに、違和感なく速やかに対処できるメリットがある。
反復訓練として用いる場合は、シナリオに基づいて演ずる者（演者）に、そのシナリオに記載されているような理想的な応対などを体得させることが目的となる。
つまり、役割演技の主催者が、現実の接客場面などで、演者に望む理想的な応酬話法や身のこなしなどを、あらかじめシナリオに織り込んでおき、演じさせる。
最初は慣れずにぎこちない演者も、繰り返し演ずることで不自然さが取れてスムーズにシナリオ通りに振舞えるようになる。さらに繰り返し演ずることで、ついには体得したと言えるほどまでに身につき、現実の同じような場面に遭遇した際に、とっさに理想的な応対が出来るようになる。
大事なことは次の通り。
1. シナリオは理想の流れを描くこと
2. 演者は設定された場面に応じて気持ちを込めて演ずること
3. 身のこなし、動作なども伴うようにすること
4. セリフは口語に代えてもよい（ただし、言葉遣いに重要なねらいがあるシナリオ＝接客応対場面など＝では、一言一句に決まりがあるかもしれないので注意する）
5. 自然な流れになるように何度でも繰り返し演技をする
6. 毎日訓練すると効果的だが、その場合はいつでもシナリオの冒頭から始める

なお役割演技は心理療法においても用いられ、とくにサイコドラマやドラマセラピーなどの、演劇的手法による治療アプローチにおいては中心的なモジュールとなる。このような心理治療ないし（矯正を含む）教育的な手段としての役割演技を考案したのはヤコブ・モレノである。

## ゲームと娯楽
ゲームや娯楽として何らかの役職や役割を演じることをロールプレイと呼称する場合がある。
この場合は学習方法の一つとしてではなく、英英辞典における「pretending to be someone else（他の誰かのふりをする）」という意味をそのまま使用する。
ロールプレイを日本語に直訳した場合この用法でも役割演技と表記されることがあるが、これは内的要因による言語変化したものとして扱った方が良い。